# Bette Davis
Ruth Elizabeth "Bette" Davis (5 tháng 4 năm 1908 – 6 tháng 10 năm 1989) là một nữ diễn viên điện ảnh, truyền hình và sân khấu người Mỹ đã từng hai lần đoạt tượng vàng giải Oscar. Nổi tiếng vì luôn sẵn sàng chấp nhận đóng vai lãnh đạm vô tình, bà được đánh giá cao về diễn xuất trong nhiều thể loại phim, từ phim hình sự đương đại đến phim lịch sử và đôi khi cả phim hài, tuy nhiên bà vẫn thành công nhất ở loại phim lãng mạn.
Sau khi xuất hiện trong các vở kịch ở sân khấu Broadway, Davis chuyển đến Hollywood năm 1930, nhưng những bộ phim đầu tiên của bà với Universal không thành công. Bà tham gia vào Warner Bros vào năm 1932. Công ty đã bắt đầu sự nghiệp của bà với vài vai diễn quan trọng. Năm 1937, bà cố gắng tự tách khỏi hợp đồng với Warner Bros và việc này cũng đồng nghĩa bà mất đi một bảo hộ hợp pháp tốt về quảng bá, nhưng nó đã đánh dấu cho một sự khởi đầu của một thời kỳ thành công nhất trong lịch sử diễn xuất của bà. Cho đến cuối những năm 1940, bà là một trong những diễn viên Mỹ nổi tiếng nhất, được biết đến bởi phong cách mạnh mẽ và khắc nghiệt. Davis đạt được danh tiếng cùng với bà là một người rất cầu toàn - một người mà có thể là rất "hiếu chiến". Những cuộc va chạm của bà với các đài, các đạo diễn và bạn diễn thường xuyên được nhắc đến. Tính thẳng thắn của bà, cách phát âm cộc lốc, và hình ảnh đi đâu cũng với một điếu xì gà thường xuyên bị bắt chước và chế nhạo. Davis cũng là người đồng sáng lập của Hollywood Canteen, là chủ tịch nữ đầu tiên của AMPAS. Bà cũng là diễn viên nữ đầu tiên được nhận 10 đề cử Oscar và cũng là người phụ nữ đầu tiên được nhận giải Thành tựu trọn đời của Viện phim Mỹ.
Tuy nhiên sự nghiệp của bà cũng trải qua một vài thời kỳ u ám. Bà thừa nhận rằng thành công của bà thường xuyên phải trả giá bởi những mối quan hệ cá nhân. Kết hôn bốn lần. Một lần góa chồng và ba lần ly hôn, bà nuôi dạy con cái như một bà mẹ đơn thân. Những năm cuối đời của bà đầy ảm đạm bởi thời kỳ sức khỏe của bà suy sụp nhưng bà vẫn tiếp tục diễn cho đến trước khi qua đời bởi căn bệnh ung thư.
Năm 1999, Davis được xếp ở vị trí thứ hai, sau Katherine Hepburn trong những huyền thoại điện ảnh vĩ đại nhất mọi thời đại.

## Thời thơ ấu
Ruth Elizabeth Davis, có biệt danh "Betty", sinh ngày 5 tháng 4 năm 1908 tại Lowell, Massachusetts, là con gái của Ruth ("Ruthie") Augusta (nhũ danh Favor), và Harlow Morrell Davis, một đại lý độc quyền; em gái bà Barbara ("Bobby") sinh ngày 25 tháng 10 năm 1909. Gia đình theo đạo Tin lành, có gốc gác Anh, Pháp và xứ Wales. Năm 1915, cha mẹ li dị, Betty và Bobby nhập học tại một trường Sparta gọi là Crestalban ở Lanesborough, giáp với Berkshires. Năm 1921, Ruth Davis chuyển tới New York với các con gái, tại đây bà làm nghề nhiếp ảnh. Betty nuôi giấc mộng trở thành một diễn viên sau khi thấy Rudolph Valentino trong The Four Horsemen of the Apocalypse (1921) và Mary Pickford trong Little Lord Fauntleroy (1921), và đổi biệt danh thành "Bette" theo La Cousine Bette của văn hào Honoré de Balzac. Bà được bà mẹ, khi xưa cũng từng mơ ước làm diễn viên, khuyến khích đi theo con đường này.

## Sự nghiệp

### Buổi đầu
Davis tham dự học viện Cushing Academy tại Ashburnham, Massachusetts, và tại đây bà gặp người chồng tương lai Harmon O. Nelson, biệt danh "Ham". Năm 1926, bà đã xem vở The Wild Duck của Henrik Ibsen, các diễn viên chính Blanche Yurka và Peg Entwistle. Davis sau này khẳng định rằng vở kịch đó đã chắc chắn thêm sự lựa chọn của bà, nói "Trước buổi biểu diễn đó, tôi muốn trở thành một diễn viên. Khi nó kết thúc, tôi phải trở thành một diễn viên... y như Peg Entwistle." Bà nộp đơn vào nhóm kịch Manhattan Civic của Eva LeGallienne, nhưng bị loại vì LeGallienne chê phong thái của bà "giả dối" và "phù phiếm". Davis được nhận vào trường kịch nghệ John Murray Anderson, và học vũ đạo với Martha Graham.
Bà lại đến tuyển giọng ở rạp của George Cukor, và mặc dù không ấn tượng lắm, ông vẫn cho Davis cơ hội lên sân khấu lần đầu tiên – diễn viên mở màn khoảng một tuần trong vở kịch Broadway. Sau đó bà được chọn diễn Hedwig, một nhân vật bà đã từng xem trong The Wild Duck. Sau khi diễn tại Philadelphia, Washington và Boston, bà ra mắt lần đầu tại Broadway năm 1929 với Broken Dishes, và tiếp theo là Solid South. Người tìm kiếm tài năng của Universal Studios đã bắt gặp Bette và mời bà tới Hollywood để thử vai.

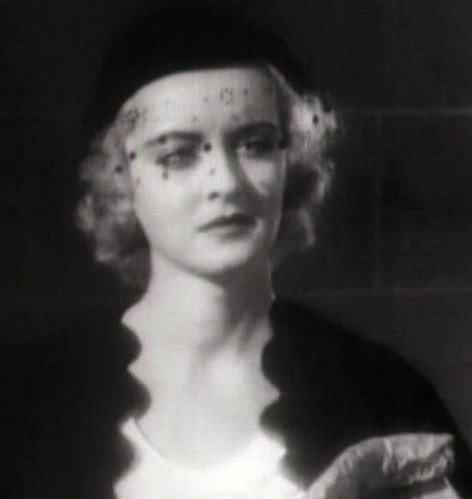
Trong Hell's House (1932)

Cùng với mẹ, Davis lên tàu tới Hollywood, đến nơi ngày 13 tháng 12 năm 1930. Bà vô cùng hoảng hốt vi không có ai ở hãng tới gặp bà, một nhân viên đã chờ bà, nhưng đi luôn vì ông ta không nhìn thấy ai "trông như một diễn viên". Bette thất bại trong lần thử đầu tiên nhưng lại được thử ở một số vai khác. Năm 1971 bà đã chia sẻ về ngày đầu tiên này, "Tôi là một người miền Bắc chính tông, một trinh nữ quê mùa nhất từng bước trên Trái Đất này. Họ bắt tôi nằm trên trường kỉ, và tôi phải thử với 15 người đàn ông;... Tất cả đều phải nằm trên tôi và trao cho tôi một nụ hôn nồng cháy. Ôi, tôi đã nghĩ là tôi sẽ chết mất. Chỉ nghĩ là tôi sẽ chết." Buổi thử vai thứ hai của Davis là cho phim A House Divided (1931). Hấp tấp vận vào người một bộ không vừa với cái cổ khoét trễ sâu, bà bị đạo diễn William Wyler mắng té tát, ông lớn tiếng quát đám đông vừa tập hợp "Các cô nghĩ gì về những quý cô phơi trần hết bộ ngực và nghĩ rằng họ có thể kiếm việc ở đây?" Carl Laemmle, giám đốc Universal Studios, muốn cho Davis thôi ngay lập tức, nhưng quay phim Karl Freund bảo ông ta rằng bà có đôi mắt đáng yêu và có thể hợp với The Bad Sister (1931), và bà đã đến với bộ phim đầu tay như thế. Sự lo sợ của bà càng rối tung lên khi nghe lỏm được Tổng giám chế, Carl Laemmle Jr., nhận xét với một ngài khác rằng bà có "sức gợi tình như Slim Summerville", một trong những ngôi sao của phim. Bộ phim không mấy thành công, và vai diễn tiếp theo của bà là trong Seed (1931) thì lại quá ít đất để gây được sự chú ý.
Universal kéo dài hợp đồng với bà trong ba tháng, và bà lại có mặt với một vai phụ trong Waterloo Bridge (1931) trước khi bị Columbia Pictures mượn cho The Menace, và tới Capital Films cho Hell's House (1932). Sau 9 tháng, với 6 bộ phim ế ẩm, Laemmle không muốn tiếp tục hợp đồng với bà thêm nữa. George Arliss chọn Davis cho vai nữ chính trong The Man Who Played God (1932), và trong suốt phàn đời còn lại của mình, Davis tin rằng chính ông đã giúp bà đột phá tại Hollywood. The Saturday Evening Post viết, "cô không chỉ đẹp, mà còn sôi lên với sức gợi cảm" và so sánh bà với Constance Bennett và Olive Borden. Warner Bros. ký một hợp đồng 5 năm với bà.

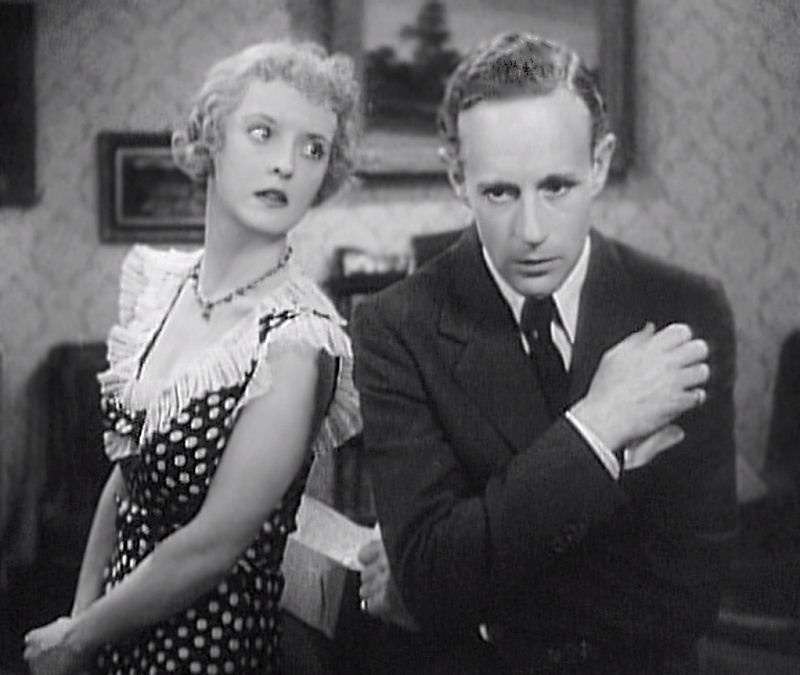
Vai Mildred trong Kiếp người nô lệ (1934), bên cạnh Leslie Howard.

Năm 1932, bà kết hôn với Harmon "Ham" Nelson, là một người rất kĩ tính; thu nhập $100 một tuần của ông không hề tương xứng với tiền lương $1.000 một tuần của Davis. Davis nói về chủ đề này trên một bài báo, chỉ ra rằng nhiều bà vợ Hollywood kiếm được gấp nhiều lần đức lang quân của họ. Nelson không để cho Davis mua nhà cho đến khi tự ông có thể kiếm đủ tiền mua.
Sau hơn 20 vai diễn, với vai cô nàng gắt gỏng, nhơ nhớp Mildred Rogers trong Kiếp người nô lệ (1934), bộ phim chuyển thể từ cuốn tiểu thuyết cùng tên của W. Somerset Maugham, Davis lần đầu tiên được giới phê bình chú ý. Nhiều diễn viên e ngại những nhân vật phản cảm và từ chối vai, nhưng Davis đón nhận nó như một cơ hội để thể hiện khả năng diễn xuất phong phú. Nam chính, Leslie Howard, ban đầu rất thô lỗ với bà nhưng dần dần, thái độ của ông cũng thay đổi và ông cũng phải đánh giá cao khả năng của bà. Đạo diễn, John Cromwell, để cho bà biểu đạt tự nhiên, và nhận xét, "Tôi để cho Bette có cái đầu của chính mình. Tôi tin vào năng lực tự nhiên của cô." Bà kiên quyết diễn thực trong cảnh nhân vật chết, và nói "cái chết vì lao phổi, nghèo nàn và bị bỏ rơi không thể nào đáng yêu được và tôi muốn diễn thật thuyết phục".
Bộ phim rất thành công, và diễn xuất của Davis được giới phê bình đánh giá rất cao, trên Life Magazine viết bà đã tạo ra "một vai diễn có thể là tuyệt với nhất từng xuất hiện trên màn bạc với sự thể hiện của một nữ diễn viên Mỹ"  Davis đoán được thành công đầu này sẽ là ưu điểm để Warner Bros. chọn bà vào những vai lớn hơn, và đã rất thất vọng khi Jack Warner không cho bà sang Columbia để tham gia It Happened One Night mà lại cho bà vào một phim kịch, Housewife. Khi Davis không được đề cử Oscar cho vai Mildred, The Hollywood Citizen News đã thắc mắc về sự bỏ quên này và Norma Shearer, bản thân cũng được đề cử, đã tham gia vào chiến dịch vận động đề cử Davis. Điều này khiến chủ tịch AMPAS, Howard Estabrook, phải tuyên bố rằng những trường hợp "bất cứ cử tri nào... đều có thể viết vào hòm phiều kín sự lựa chọn cá nhân của mình", theo đó, lần duy nhất trong lịch sử Ocsar, không nhất thiết chỉ những người được đề cử mới có cơ hội dành tượng vàng" Claudette Colbert đoạt giải với It Happened One Night nhưng vụ ồn ào dẫn tới thay đổi thủ tục bầu chọn Oscar năm sau, tất cả mọi cá nhân đủ tư cách được mời bầu chọn đều có quyền đưa ra đề cử. with results independently tabulated by the accounting firm Price Waterhouse.

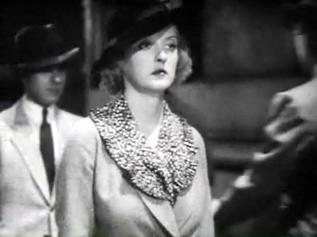
Bette Davis trong Dangerous.

Davis xuất hiện trong Dangerous (1935). Tuy rất được ca ngợi nhưng bà cũng là một nữ diễn viên gây phiền hà và hay sinh sự. E. Arnot Robertson viết trong Picture Post, "Tôi nghĩ Bette Davis có thể sẽ bị thiêu sống như một phù thủy nếu cô sống khoảng hai ba trăm năm trước. Cô ấy có những cảm xúc kì dị, như phải chịu sức ép của một tài năng không tìm được lối thoát." The New York Times tán dương bà "trở thành một trong những minh tinh được yêu thích nhất trên màn bạc của chúng ta". Bà giành được Giải Oscar cho nữ diễn viên chính xuất sắc nhất với vai này, nhưng phát biểu rằng đó chỉ là giải bị trì hoãn của Of Human Bondage và gọi giải thưởng là "quà an ủi". Trong suốt cuộc đời, Davis luôn cho rằng mình đã khai sinh ra cái tên "Oscar" bởi vì nó trông rất giống ông chồng Ham vốn có tên đệm là Oscar  mặc dù vẫn còn nhiều ý kiến tranh cãi quanh vấn đề này.

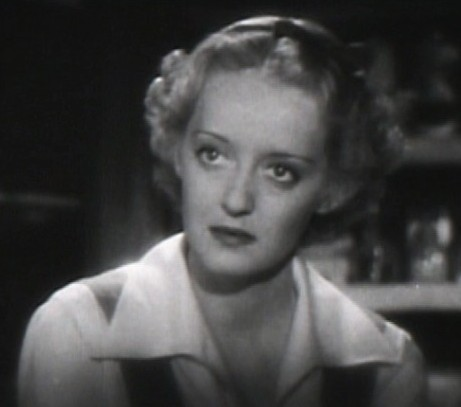
Davis trong The Petrified Forest (1936)

Trong bộ phim tiếp theo, The Petrified Forest (1936), Davis lại diễn chung với Leslie Howard và Humphrey Bogart, nhưng Bogart giành được hầu hết những lời khen ngợi với vai diễn lớn đầu tiên của mình. Davis xuất hiện trong một số bộ phim nữa trong hai năm tiếp theo nhưng không được đánh giá cao lắm.

### Đỉnh cao ở Warner Bros
Davis bắt đầu tham gia Marked Woman (1937), vai một gái điếm. Diễn xuất của bà được khen ngợi vô cùng xuất sắc, và tầm cỡ của bà lại được nâng cao.

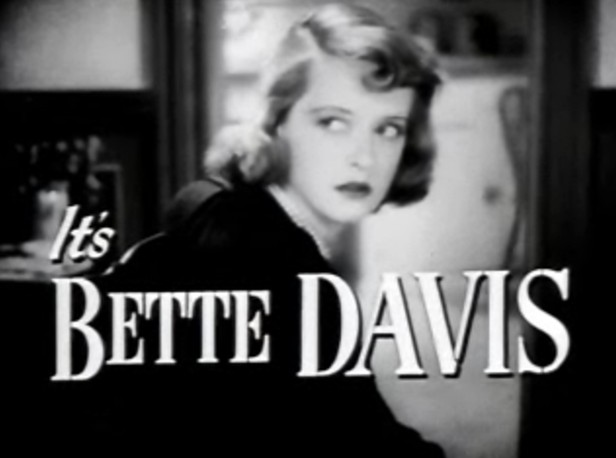
trong Marked Women

Trong quá trình làm bộ phim tiếp theo, Jezebel, Davis bắt đầu quan hệ với đạo diễn William Wyler. Bà nói về ông như "tình yêu của đời tôi", và bảo rằng làm phim với ông là "khoảng thời gian hạnh phúc trọn vẹn nhất trong đời". Bộ phim thành công, và vai diễn người đẹp miền Nam đã đem lại cho bà giải Oscar thứ hai, đồng thời cũng mở ra cơ hội vào vai một nhân vật tương tự, Scarlett O'Hara, trong Cuốn theo chiều gió. Davis bày tỏ nguyện vọng được thể hiện Scarlett, và trong khi David O. Selznick đang mải tìm kiếm một nữ diễn viên để vào vai, một cuộc bình chọn qua đài đã xướng tên bà là diễn viên được khán giả yêu thích. Warner cho phép bà sang Selznick cùng với Errol Flynn và Olivia de Havilland, nhưng Selznick không đồng ý vì cảm thấy bà không thích hợp.
Jezebel đánh dấu sự khởi đầu thời kì đỉnh cao của Bette Davis, và chỉ qua vài năm, tên bà đã nằm trong danh sách 10 ngôi sao có thu nhập cao nhất Hollywood. Đối lập với thành công của vợ, Ham Nelson ngày một thảm bại, quan hệ giữa họ bắt đầu tan vỡ. Năm 1938, Nelson có được bằng chứng Davis đã quan hệ tình ái với Howard Hughes và đệ đơn li dị ngay lập tức vì "lối xử sự tàn nhẫn và vô đạo đức" của bà.

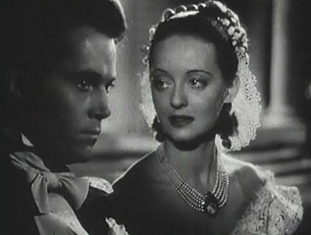
Davis và Henry Fonda trong Jezebel

Vụ li dị đã gây cho Davis nhiều đau khổ. Bà luôn bị dày vò khi làm phim Dark Victory (1939), nhưng cố kiềm chế cho đến khi giám chế Hal B. Wallis cho phép bà cứ trút nỗi tuyệt vọng vào diễn xuất. Bộ phim đứng đầu bảng xếp hạng doanh thu trong năm đó, và vai Judith Traherne lại mang đến cho Bette một đề cử Oscar.
Bà tiếp tục xuất hiện trong ba phim bom tấn năm 1939, The Old Maid với Miriam Hopkins, Juarez cùng Paul Muni và The Private Lives of Elizabeth and Essex bên cạnh Errol Flynn. Bộ sau cùng là phim màu đầu tiên và duy nhất trong cuộc đời Davis. Để thể hiện nữ hoàng Elizabeth I khi già, Davis phải cạo tóc và lông mày.

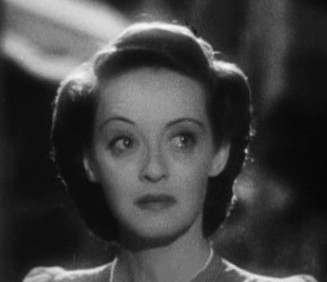
Đôi mắt của Davis được quay cận cảnh trong The Letter (1940).

Davis trở thành ngôi sao danh giá nhất của Warner Bros và được ưu tiên cho nhiều vai nữ chính lớn. Hình ảnh của bà cũng được chú trọng nhiều hơn; mặc dù vẫn diễn những nhân vật tính cách nhưng bà thường được quay cận cảnh để lột tả hết vẻ đặc biệt của đôi mắt. All This and Heaven Too (1940) là bộ phim đỉnh cao về doanh thu trong sự nghiệp của Bette, trong khi The Letter lại được xem như "một trong những phim hay nhất của năm" bởi The Hollywood Reporter, và Davis rất được ngưỡng mộ với vai diễn một phụ nữ ghen tuông đã giết nhân tình của mình. Trong thời gian này, bà lại quan hệ với bạn diễn George Brent. Ông ngỏ lời cầu hôn nhưng Davis từ chối vì mối tình với Arthur Farnsworth, môth chủ khách sạn nhỏ ở New England. Họ kết hôn vào tháng 12 năm 1940.
Tháng 1 năm 1941, Davis trở thành nữ chủ tịch đầu tiên của AMPAS nhưng do gặp nhiều trở ngại, bà từ chức. Jean Hersholt lên kế nhiệm và đã thi hành rất hiệu quả những cải tổ mà bà đề xuất.
William Wyler đạo diễn Davis trong The Little Foxes (1941), biên kịch Lillian Hellman. Vai Regina Giddens khiến quan hệ giữa hai người trở nên căng thẳng. Davis thích tự do thể hiện theo hình mẫu nguyên thủy của Hellman trong khi Wyler yêu cầu bà phải mềm hoá nhân vật khiến bà phản đối kịch liệt. Davis nhận một đề cử Oscar cho vai diễn, và tránh không bao giờ làm việc cùng Wyler nữa.

### Thế chiến II
Sau vụ Trân châu cảng, Davis dành những tháng đầu của năm 1942 để tổ chức bán trái phiếu quyên góp cho tiền tuyến. Sau khi bị Jack Warner chỉ trích về cách thức thu hút đám đông mua hàng, bà khẳng định với ông rằng khán giả rất ưa những màn trình diễn "dâm đãng" đó và vì nó mà bà đã bán được hơn 2 triệu đô trái phiếu trong 2 ngày, cũng như một bức ảnh của bà trong Jezebel có giá tới $250.000.

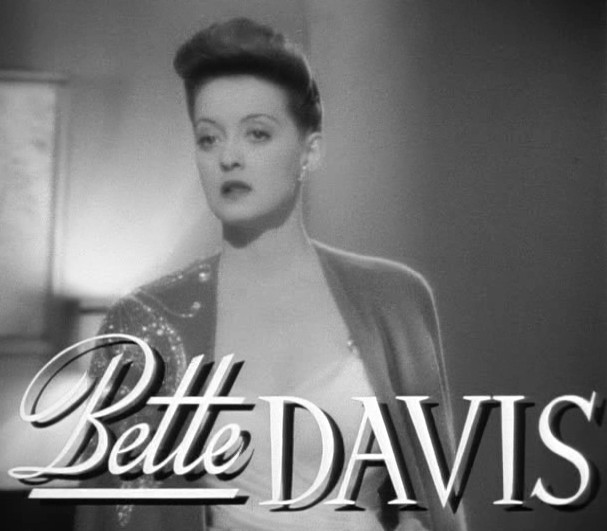
Bette trong Now, Voyager (1942)

Theo ý tưởng của John Garfield mở một câu lạc bộ nữ quân nhân tại Hollywood, Davis – với sự hậu thuẫn của Warner, Cary Grant và Jule Styne – đổi tên một câu lạc bộ đêm thành Hollywood Canteen, mở cửa ngày 3 tháng 10 năm 1942. Những ngôi sao đình đám nhất Hollywood đều tình nguyện tham gia câu lạc bộ. Davis chắc chắn rằng đêm nào cũng sẽ có một số quân nhân "thật" tới giao lưu. Bà cũng xuất hiện với vai chính mình trong phim Hollywood Canteen (1944) lấy bối cảnh căng tin cho một câu truyện hư cấu. Davis đã thổ lộ "Có rất ít thành quả trong cuộc đời tôi mà tôi chân thành tự hào về nó. Hollywood Canteen là một trong số đó." Năm 1980, bà được trao Huân chương công dân cống hiến đặc biệt, phần thưởng cao nhất của Bộ Quốc phòng Mỹ dành cho công dân, cho sáng lập Hollywood Canteen.
Sau đó, Davis tham gia phim Now, Voyager (1942) nhưng kém hào hứng cho đến khi Hal Wallis khuyên bà rằng các khán giả nữ đang cần một bộ phim lãng mạn để xoa dịu thực tế cuộc sống. Đây trở thành một trong những "bộ phim phụ nữ" nổi tiếng nhất của bà. Cảnh Paul Henreid châm hai điếu thuốc trên môi mình rồi đưa một cho Davis đã trở thành hình ảnh biểu tượng cho phim. Ban Quốc gia xem xét phim điện ảnh đã nhận xét diễn xuất của Davis đã cho bộ phim "một chân giá trị không cần chứng nhận bởi nội dung"
Những năm đầu thập niên 40, một số lựa chọn phim của Davis cũng bị ảnh hưởng bởi chiến tranh, như Watch on the Rhine (1943) và Thank Your Lucky Stars (1943), cả hai đều quy tụ đủ mặt những ngôi sao ở Hollywood Canteen, tham gia với tư cách khách mời.
Old Acquaintance (1943) lôi kéo được cả bà và Miriam Hopkins trong một câu chuyện về hai người bạn cũ bỗng trở nên mâu thuẫn khi một người trở thành nhà tiểu thuyết gia nổi tiếng. Davis cảm thấy rằng Hopkins luôn cố hạ bệ mình trong suốt bộ phim. Đạo diễn Vincent Sherman hoà giải tình trạng đối đầu và cạnh tranh giữa hai ngôi sao. Davis thường nói đùa rằng bà không gặp phải điều gì trở ngại khi quay những cảnh chọc tức Hopkins.
Tháng 8 năm 1943, chồng Davis, Arthur Farnsworth, đột quỵ khi đi bộ trên một con đường ở Hollywood, và hai ngày sau thì mất, nguyên nhân là bị rạn xương sọ khoảng hai tuần trước. Davis chứng tỏ trước uỷ ban điều tra rằng bà không hề biết chuyện gì đã xảy ra trước đó. Cuối cùng, người ta đi đến kết luận "cái chết do tai nạn". Rối bời cùng cực, Davis gần như quyết định rút vai trong Mr. Skeffington (1944), nhưng Jack Warner, đã tạm dừng sản xuất phim sau cái chết của Farnsworth và thuyết phục bà hãy cố gắng.
Vốn dĩ nổi tiếng là thẳng thắn và khó tính, cách xử sự của bà trong Mr. Skeffington rất thất thường. Bà gây khó dễ cho đạo diễn Vincent Sherman khi không chịu diễn một vài cảnh và bắt bẻ xây dựng lại một vài bối cảnh. Bà cũng tự ý thêm nhiều lời thoại, gây lúng túng cho các bạn diễn, làm biên kịch Julius Epstein giận sôi lên vì phải viết lại vài cảnh theo ý bà. Mặc dù có nhiều ý kiến khác nhau nhưng Bette lại nhận một đề cử giải Ocsar nữa cho vai diễn này.

### Thoái trào
Davis kết hôn với ca sĩ kiêm chuyên viên mát xa William Grant Sherry năm 1945. Bà bị hấp dẫn bởi ông vì ông khẳng định rằng mình chưa bao giờ nghe nói đến bà nên chẳng hề e sợ bà chút nào.
Davis từ chối vai chính trong bộ phim cùng tên Mildred Pierce, (với vai này Joan Crawford đã giành giải Oscar), và thay vào đó, bà tham gia The Corn Is Green (1945). Davis đóng vai một giáo viên tiếng Anh quê kệch, đã giúp một anh thợ mỏ người xứ Wales thoát khỏi cuộc sống trong hầm than bằng cách dạy anh học. Bộ phim được đánh giá cao nhưng không thu hút được mấy khán giả. Bộ tiếp theo, A Stolen Life (1946) là bộ đầu tiên và duy nhất bà thực hiện với công ty sản xuất riêng, BD Productions. Tuy bị chê bai nhiều nhưng đây lại là một trong những phim bội thu nhất trong sự nghiệp của Davis. Tiếp theo là bộ phim thất bát đầu tiên của bà, Deception (1946).
Possessed (1947) là phim được đo ni đóng giày cho riêng Davis và là dự án tiếp theo của bà sau Deception (1946). Tuy nhiên, bà có thai và phải dành thời gian sinh nở. Joan Crawford lại thế vai và Possessed đem lại cho bà một đề cử Oscar nữ chính. Năm 1947, Davis làm mẹ ở tuổi 39 với cô con gái Barbara, thường được biết đến như B.D. Trong hồi ký, bà thổ lộ rằng mình rất chuyên chú vào bổn phận làm mẹ và đã nghĩ đến chuyện giải nghệ. Quan hệ của Davis với chồng ngày một xấu đi và bà tiếp tục đóng phim, nhưng sức hút với khán giả cũng không được như trước nữa.
Davis định trở lại với màn ảnh bằng vai Rose Sayer trong The African Queen. Nhưng khi được thông báo bộ phim sẽ quay tại Châu Phi, Davis bỏ vai. Katharine Hepburn đã thế vai này. Davis cũng được mời tham gia một vai trong một bản phim Women Without Men của Virginia Kellogg. Ban đầu bà được xếp cặp với Joan Crawford, nhưng Davis thẳng thừng tuyên bố mình sẽ không xuất hiện trong bất kì một "phim hãm tài" nào. Bà thuyết phục Jack Warner làm hai phim, Ethan Frome và một phim dã sử về Mary Todd Lincoln, nhưng Warner bác bỏ.
Năm 1948, Davis tham gia Winter Meeting và mặc dù rất hào hứng nhưng bà sớm nhận thấy Warner đã cho ánh sáng "mềm hơn" để che bớt tuổi tác của bà. Bà kể lại "Tôi đã thấy kĩ thuật ánh sáng y như vậy trên phim trường của Ruth Chatterton và Kay Francis, và tôi biết điều đó có nghĩa là gì". Bà miễn cưỡng nhận vai và càng thất vọng hơn là bà không hề tin tưởng vào khả năng của vai nam chính Jim Davis và cũng không đồng tình với kịch bản dông dài. Bộ phim thảm hại và hãng chịu lỗ gần một triệu đô la.
Davis xung đột với bạn diễn Robert Montgomery khi làm June Bride (1948), và nói về ông như "một Miriam Hopkins nam... một diễn viên tuyệt vời, nhưng rất máu me chơi trội". Đây là bộ phim hài hiếm hoi bà làm trong nhiều năm, và cũng có một vài ý kiến khả quan, nhưng vẫn bị khán giả thờ ơ và lợi nhuận ít. Mặc dù vậy, năm 1949, bà thương thảo một hợp đồng 4 phim với Warner Bros, thù lao $10.285 một tuần, đưa bà trở thành người phụ nữ có thu nhập cao nhất tại Mỹ.
Jack Warner không cho bà lựa chọn kịch bản và ép bà đóng Beyond the Forest (1949). Davis miễn cưỡng nhận kịch bản và khoản nài Warner chọn lại vai, nhưng ông không đồng ý. Sau khi bộ phim hoàn thành, Warner miễn hợp đồng với Davis theo yêu cầu của bà. Bộ phim bị chỉ trích khá gay gắt. Một câu thoại phim, "What a dump!" (Tạm dịch: Rác rưởi làm sao!) bị gắn liền với Davis sau khi một số người nhại lại. Những năm sau này, Davis thường sử dụng nó như câu cửa miệng của mình.

### Ngôi sao độc lập

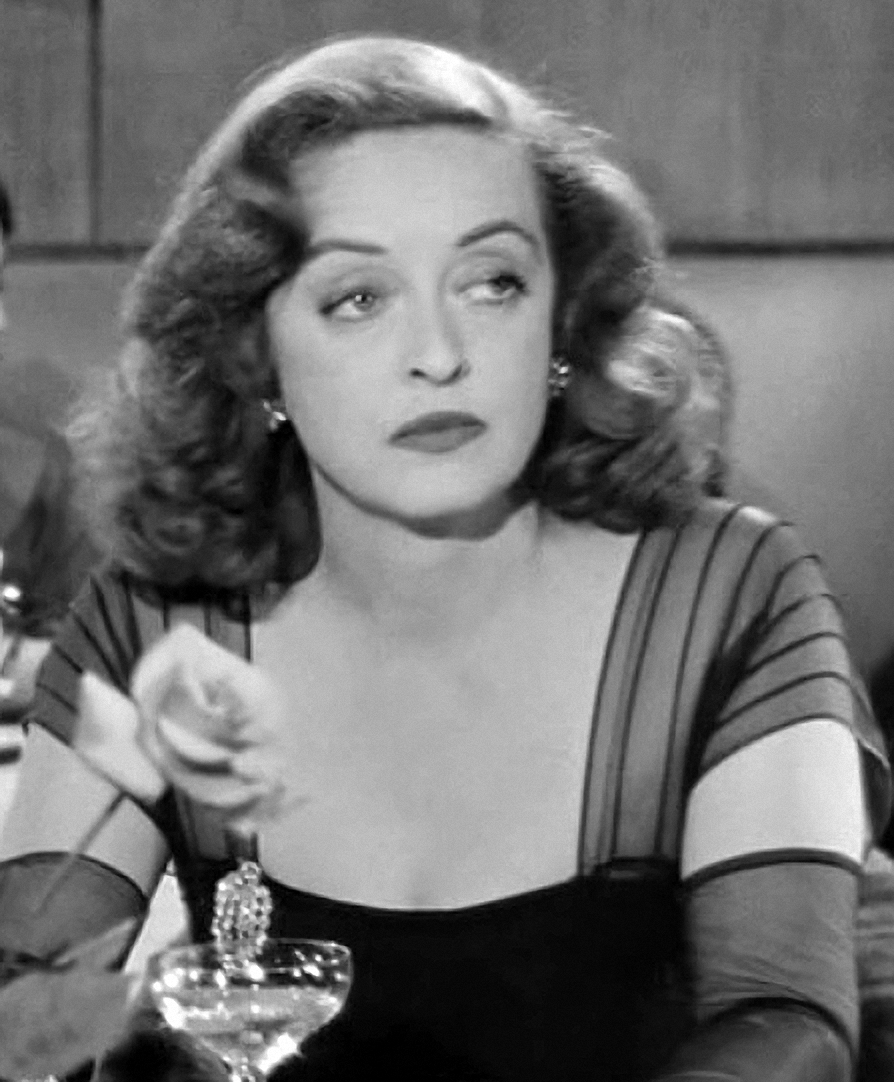
Vai Margo Channing trong All About Eve (1950)

Năm 1949, Davis và Sherry li thân. Báo chí Hollywood rùm beng lên sự nghiệp của bà đến đây là chấm dứt. Bà đóng The Story of a Divorce (phát hành năm 1951 với tên Payment on Demand) nhưng không nhận thêm được lời mời nào. Một thời gian ngắn trước khi bộ phim hoàn thành, nhà sản xuất Darryl F. Zanuck mời bà vào vai ngôi sao sân khấu lão làng Margo Channing trong All About Eve (1950). Vai này vốn được viết dành cho Claudette Colbert nhưng bà lại bị tai nạn, và tuy đoàn làm phim đã hoãn hai tháng để đợi bà bình phục nhưng Colbert vẫn phải bỏ dở. Davis xem kịch bản và cảm thấy đây là cốt truyện tuyệt vời nhất mà bà từng đọc, liền đồng ý nhận vai và đến ngay San Francisco để bắt đầu quay. Trong thời gian quay, bà bắt đầu một tình bạn suốt đời với đồng nữ chính Anne Baxter, và một tình yêu lãng mạn với Gary Merrill và đi tới hôn nhân. Đạo diễn Joseph L. Mankiewicz nhận xét "Bette hoàn hảo một cách hoàn toàn. Cô ấy toàn hảo. Giấc mơ của một đạo diễn: một nữ diễn viên luôn sẵn sàng."
Giới phê bình đánh giá rất cao diễn xuất của Davis và một số câu thoại của bà trở nên vô cùng nổi tiếng như "Thắt chặt dây an toàn lại, đây sẽ là một đêm xóc". Bà lại được một đề cử Oscar. Gene Ringgold gọi Margo là "vai diễn hay nhất mọi thời đại".
Davis giành được "Giải cho nữ diễn viên xuất sắc nhất" tại Liên hoan phim Cannes, và Giải NYFCC cho nữ diễn viên xuất sắc nhất. Bà cũng nhận được Giải thưởng của hiệp hội phê bình phim San Francisco cho nữ diễn viên xuất sắc nhất. Trong thời gian này bà cũng được mới in vân tay trước đại sảnh nhà hát Grauman's Chinese.
3 tháng 7 năm 1950, Davis chính thức li dị với William Sherry, và ngày 28 tháng đó, bà lên xe hoa lần nữa với Gary Merrill. Được sự đồng ý của Sherry, Merrill nhận nuôi B.D., con riêng của Davis với Sherry. Năm 1950, Davis và Merrill lại nhận nuôi một bé gái đặt tên là Margot. Cả gia đình chuyển sang Anh, Davis và Merrill cùng tham gia trong một bộ phim tội phạm hình sự, Another Man's Poison. Bộ phim khá bị thờ ơ và thất bại về doanh thu, báo đài Hollywood lại châm chích sự trở lại của Davis đã hết đát, và một đề cử Oscar trong The Star (1952) cũng không cứu vãn được sự suy tàn của bà.
Davis và Merrill nhận nuôi cậu bé Michael năm 1952, và Davis lại xuất hiện ở Broadway với Two's Company, đạo diễn Jules Dassin. Bà rất khó chịu khi phải làm việc ngoài chuyên môn; bà chưa bao giờ đóng vai âm nhạc nào ngoại trừ những kinh nghiệm hạn hẹp từ hơn hai mươi năm trước. Bà cũng hay đau ốm và phải chịu một đợt phẫu thuật tủy xương quai hàm. Margot bị chẩn đoán là thiểu năng trí tuệ do bị thương từ khi mới sinh, và sau đó phải đưa vào một làng trẻ khuyết tật. Davis và Merrill bắt đầu xung đột, B.D. sau này có kể lại sự lạm dụng rượu và bạo lực gia đình.
Rất ít phim của Davis những năm 50 thu được thành công và phần lớn đều bị chỉ trích. Sự nghiệp của bà xuống dốc thảm hại và cùng với đó, cuộc hôn nhân rơi vào bế tắc cho đến khi họ li dị năm 1960. Năm sau, mẹ bà qua đời.

### Thành công tiếp diễn

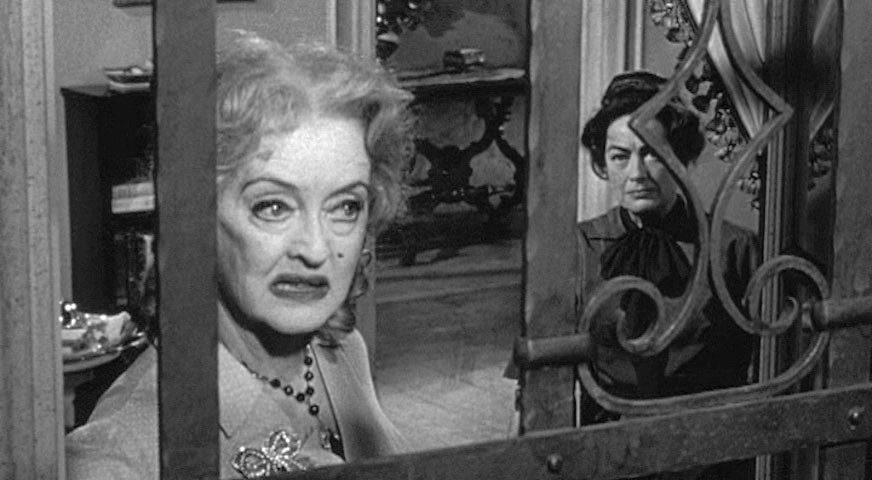
Davis nhận đề cử Oscar cuối cùng cho vai diễn Baby Jane Hudson trong What Ever Happened to Baby Jane? (1962), bên cạnh Joan Crawford.

Năm 1962, Davis mở màn một loạt vở tại Broadway The Night of the Iguana nhưng được đánh giá trung bình. Bà bỏ vở sau 4 tháng vì "đau ốm kinh niên". Sau đó bà tham gia cùng Glenn Ford và Ann-Margret trong bộ phim của Frank Capra, A Pocketful of Miracles, chuyển thể từ truyện ngắn của Damon Runyon. Bà nhận vai tiếp theo trong bộ phim kinh dị của Grand Guignol, What Ever Happened to Baby Jane? sau khi đọc kịch bản và tin rằng phim sẽ thu hút được lượng khán giả tương tự như thành công năm 1960 của Alfred Hitchcock, Psycho (1960). Bà thương lượng được hưởng thêm 10% lợi nhuận phát hành trên toàn thế giới. Bộ phim trở thành một trong những cú nổ của năm.
Davis và Joan Crawford thủ vai hai chị em gái già, nguyên là hai nữ diễn viên hết thời chịu chung số phận với Hollywood thời kì suy tàn. Đạo diễn Robert Aldrich nhận xét rằng Davis và Crawford đều nhận thức được tầm quan trọng của bộ phim đối với sự nghiệp của mỗi người, "Thật là chính xác khi nói rằng họ ghét nhau cay đắng, nhưng họ cư xử thuần tuý là hoàn hảo." Sau khi bộ phim hoàn thành, công chúng đồn đại rằng sự đối đầu trong phim tạo điều kiện cho sự căng thẳng giữa hai người trở thành mối thù suốt kiếp. Khi Davis được đề cử giải Oscar, Crawford đã vận động phát đối. Davis cũng nhận được giải BAFTA duy nhất trong sự nghiệp cho vai diễn này.
Con gái bà, B.D. diễn một vai phụ trong phim. Khi cô và Davis tới Liên hoan phim Cannes để nhận giải, cô gặp Jeremy Hyman, thành viên hội đồng quản trị của Seven Arts Productions. Sau một thời gian ngắn, cô kết hôn cùng Hyman ở tuổi 16, với sự đồng ý của Davis.

Sau vai Jane và không có một lời mời nào được đưa tới, Davis gây sốc cho toàn thể Hollywood khi đăng quảng cáo tìm việc trên Variety, viết rằng: 
Mẹ của ba đứa con—10, 11 & 15— đã li dị. Người Mỹ. Ba mươi năm làm diễn viên điện ảnh. Vẫn linh hoạt và hoà nhã hơn lời đồn đại. Cần một công việc ổn định tại Hollywood. (Hoặc Broadway)
 Davis sau đó khẳng định rằng quảng cáo đó chỉ là một trò đùa.
Davis duy trì sự trở lại của mình với một số hợp đồng trong vài năm. Dead Ringer (1964) là một phim hình sự, bà thủ vai hai chị em sinh đôi và phim lãng mạn Where Love Has Gone (1964) chuyển thể từ tiểu thuyết của Harold Robbins. Davis diễn vai mẹ của Susan Hayward nhưng bộ phim bị gián đoạn vì mâu thuẫn giữa Davis và Hayward. Hush... Hush, Sweet Charlotte (1964) là phim tiếp theo của Robert Aldrich sau What Ever Happened to Baby Jane?. Ông muốn Davis và Crawford tái hợp, nhưng khi Crawford bỏ vai vì bệnh tật, Olivia de Havilland thế vai. Bộ phim khá thành công và duy trì được danh tiếng cho một dàn diễn viên gạo cội, kể cả Joseph Cotten, Mary Astor và Agnes Moorehead.
Những năm cuối của thập niên 60, Davis cũng xuất hiện trong một số phim Anh như The Nanny (1965), The Anniversary (1968), và Connecting Rooms (1970), nhưng sự nghiệp của bà lại xuống dốc.

### Sự nghiệp sau này

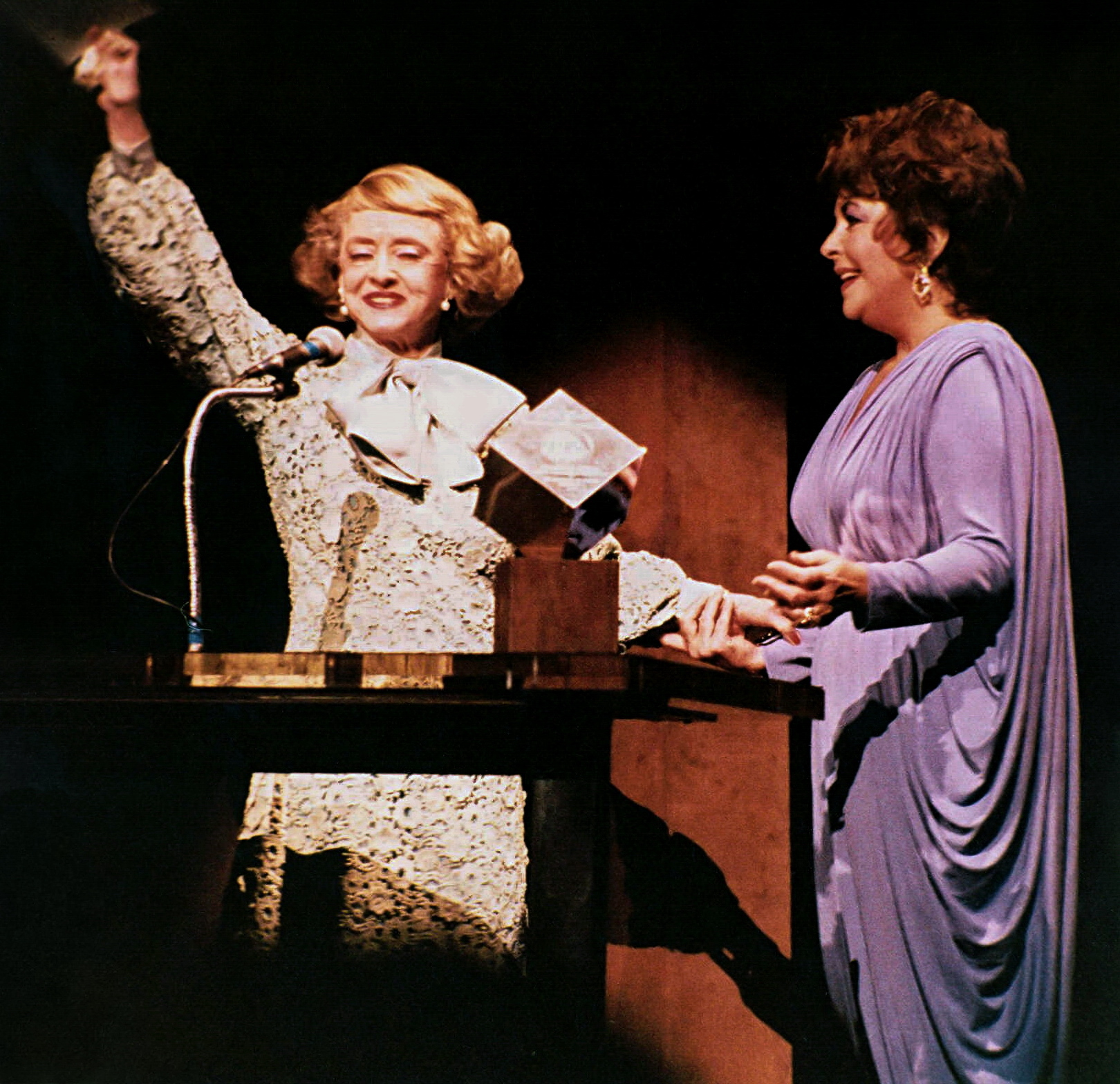
Davis và Elizabeth Taylor cuối năm 1981

Đầu những năm 1970, Davis được mời đến New York trong một gala sân khấu, Những nữ nhân kinh điển của điện ảnh Mỹ, có cả sự tham gia của Myrna Loy, Rosalind Russell, Lana Turner và Joan Crawford. Davis được đánh giá cao và mời đến Australia cho những đêm tương tự với tiêu đề, Bette Davis: Đời và phim, và thành công của nó khiến bà diễn lại ở Anh.
Davis tham gia thêm một số hoạt động sân khấu nữa. Năm 1977, bà trở thành người phụ nữ đầu tiên nhận giải Thành tựu trọn đời AFI.
Davis chuyển hướng sang phim truyền hình và trở nên nổi tiếng với khán giả trẻ sau khi ca khúc của Kim Carnes, "Bette Davis Eyes" trở thành hit trên toàn thế giới và là đĩa đơn bán chạy nhất năm 1981 tại Mỹ.
Bà tiếp tục đóng phim truyền hình với Family Reunion (1981), bên cạnh cháu ngoại J. Ashley Hyman, A Piano for Mrs. Cimino (1982) và Right of Way (1983) cùng với huyền thoại James Stewart.
Năm 1985, Davis hiến tặng 59 bộ sách cho thư viện Đại học Boston. Sau khi kiểm tra, ban quản lý thư viện tìm thấy trong có lẫn một bức tranh Joan Crawford với hai hàm răng bị tô đen kịt.